# Episodi di Equinox
La prima stagione della serie televisiva Equinox, composta da 6 episodi, è stata interamente pubblicata su Netflix il 30 dicembre 2020.
| n° | Titolo originale                  | Titolo in italiano          | Pubblicazione Danimarca | Pubblicazione Italia |
| -- | --------------------------------- | --------------------------- | ----------------------- | -------------------- |
| 1  | Det kommer til at ske igen        | Succederà un'altra volta    | 30 dicembre 2020        | 30 dicembre 2020     |
| 2  | Pigen er væk                      | La ragazza è andata         | 30 dicembre 2020        | 30 dicembre 2020     |
| 3  | Hvad er det du ser, når du sover? | Che cosa vedi quando dormi? | 30 dicembre 2020        | 30 dicembre 2020     |
| 4  | Alt på plads, plads til alt       | È tutto al suo posto        | 30 dicembre 2020        | 30 dicembre 2020     |
| 5  | Jeg hører stemmer                 | Sento delle voci            | 30 dicembre 2020        | 30 dicembre 2020     |
| 6  | Blodet flyder i årerne            | Il sangue scorre nelle vene | 30 dicembre 2020        | 30 dicembre 2020     |